# Witold Koss
Witold Koss (ur. w 1962) – polski leśnik, w latach 2008–2015 i od 2025 dyrektor Regionalnej Dyrekcji Lasów Państwowych w Szczecinie, w latach 2024–2025 dyrektor generalny Lasów Państwowych.

## Życiorys
Uczęszczał do Technikum Leśnego w Tucholi. W 1987 roku ukończył studia na Wydziale Leśnym Akademii Rolniczej w Poznaniu. W 2006 roku odbył studia podyplomowe na tej uczelni z zakresu organizacji i zarządzania w gospodarstwie leśnym.
Od 1987 do 1996 roku pracował jako adiunkt technolog i zastępca nadleśniczego w Nadleśnictwie Dębno. Od 1996 do 1999 był dyrektorem zakładu przemysłu drzewnego, pracował następnie jako inżynier nadzoru oraz zastępca nadleśniczego w Nadleśnictwie Bogdaniec. W grudniu 2008 roku został powołany na stanowisko dyrektora Regionalnej Dyrekcji Lasów Państwowych w Szczecinie. Po zmianach w rządzie w 2015 roku został odwołany ze stanowiska. W listopadzie tego samego roku został nadleśniczym w Nadleśnictwie Skwierzyna. W sierpniu 2018 roku został odwołany ze stanowiska. Został następnie inżynierem nadzoru w Nadleśnictwie Dębno.
Na początku stycznia 2024 roku premier Donald Tusk zapowiedział powołanie Kossa na stanowisko dyrektora generalnego Lasów Państwowych. 10 stycznia tego samego roku minister klimatu i środowiska Paulina Hennig-Kloska powołała go na to stanowisko. 4 sierpnia 2025 został odwołany z pełnionej funkcji. Cztery dni później został powołany na stanowisko dyrektora Regionalnej Dyrekcji Lasów Państwowych w Szczecinie, wracając po dziesięciu latach na to stanowisko.

## Życie prywatne
Jest żonaty, para ma syna oraz córkę.